# CCL7
CCL7 (англ. C-C motif chemokine ligand 7) – білок, який кодується однойменним геном, розташованим у людей на короткому плечі 17-ї хромосоми. Довжина поліпептидного ланцюга білка становить 99 амінокислот, а молекулярна маса — 11 200.
| 10         |  | 20         |  | 30         |  | 40         |  | 50         |
| ---------- |  | ---------- |  | ---------- |  | ---------- |  | ---------- |
| MKASAALLCL |  | LLTAAAFSPQ |  | GLAQPVGINT |  | STTCCYRFIN |  | KKIPKQRLES |
| YRRTTSSHCP |  | REAVIFKTKL |  | DKEICADPTQ |  | KWVQDFMKHL |  | DKKTQTPKL  |

A: Аланін

C: Цистеїн

D: Аспарагінова кислота

E: Глутамінова кислота

F: Фенілаланін

G: Гліцин

H: Гістидин

I: Ізолейцин

K: Лізин

L: Лейцин

M: Метіонін

N: Аспарагін

P: Пролін

Q: Глутамін

R: Аргінін

S: Серин

T: Треонін

V: Валін

W: Триптофан

Кодований геном білок за функцією належить до цитокінів. 
Задіяний у таких біологічних процесах, як запальна відповідь, хемотаксис. 
Білок має сайт для зв'язування з молекулою гепарину. 
Секретований назовні.